# Кевін Блом
Ке́він Блом (нід. Kevin Blom; нар. 21 лютого 1974 року, Гауда, Нідерланди) — нідерландський футбольний арбітр. Належить до категорії ФІФА.

## Кар'єра
Перший матч у професійному футболі відсудив між «Гоу Егед Іглс» і «Гелмонд Спорт» 17 жовтня 2003 року. 2004 року отримав можливість обслуговувати матчі під егідою УЄФА.
2005 року від міської влади Гауди отримав нагороду «Спортсмен року». 2007 року був нагороджений «Золотою карткою» (нід. Gouden Kaart), нідерландською нагородою найкращих рефері року.
З 2007 року обслуговує матчі національних збірних зони УЄФА, зокрема з осені 2016 обслуговує відбіркові матчі чемпіонату світу 2018.